# Championnats du monde de cyclo-cross 2010
Navigation
Édition précédente Édition suivante
Les championnats du monde de cyclo-cross 2010 ont lieu les 30 et 31 janvier 2010 à Tábor, en République tchèque.

## Organisation

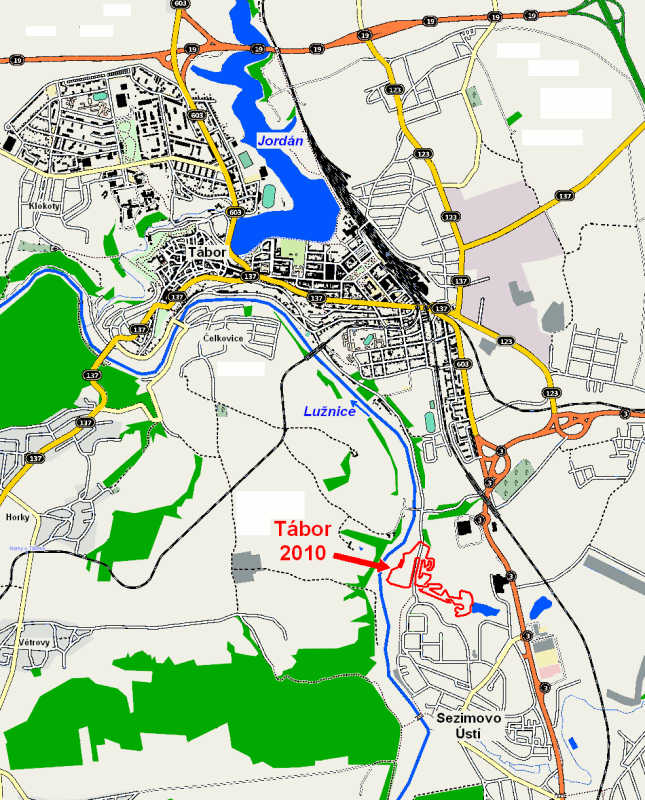

Les championnats du monde sont organisés sous l'égide de l'Union cycliste internationale.

## Résultats

### Hommes
| Épreuves        | Or                      | Argent                    | Bronze                 |
| --------------- | ----------------------- | ------------------------- | ---------------------- |
| Élites          | Zdeněk Štybar Tchéquie  | Klaas Vantornout Belgique | Sven Nys Belgique      |
| Moins de 23 ans | Arnaud Jouffroy France  | Tom Meeusen Belgique      | Marek Konwa Pologne    |
| Juniors         | Tomáš Paprstka Tchéquie | Julian Alaphilippe France | Emiel Dolfsma Pays-Bas |

### Femmes
| Épreuves | Or                    | Argent                      | Bronze                        |
| -------- | --------------------- | --------------------------- | ----------------------------- |
| Élites   | Marianne Vos Pays-Bas | Hanka Kupfernagel Allemagne | Daphny van den Brand Pays-Bas |

## Classements

### Course masculine
| Pos.                               | Cycliste            | Pays     | Temps           |
| ---------------------------------- | ------------------- | -------- | --------------- |
| Médaille d'or, Coupe du Monde      | Zdeněk Štybar       | Tchéquie | 1 h 08 min 58 s |
| Médaille d'argent, Coupe du Monde  | Klaas Vantornout    | Belgique | + 21 s          |
| Médaille de bronze, Coupe du Monde | Sven Nys            | Belgique | + 38 s          |
| 4.                                 | Martin Bína         | Tchéquie | + 40 s          |
| 5.                                 | Francis Mourey      | France   | + 56 s          |
| 6.                                 | Martin Zlámalík     | Tchéquie | + 1 min 02 s    |
| 7.                                 | Christian Heule     | Suisse   | + 1 min 07 s    |
| 8.                                 | Radomír Šimůnek jr. | Tchéquie | + 1 min 18 s    |
| 9.                                 | Gerben de Knegt     | Pays-Bas | + 1 min 49 s    |
| 10.                                | Bart Wellens        | Belgique | + 2 min 13 s    |

### Course féminine

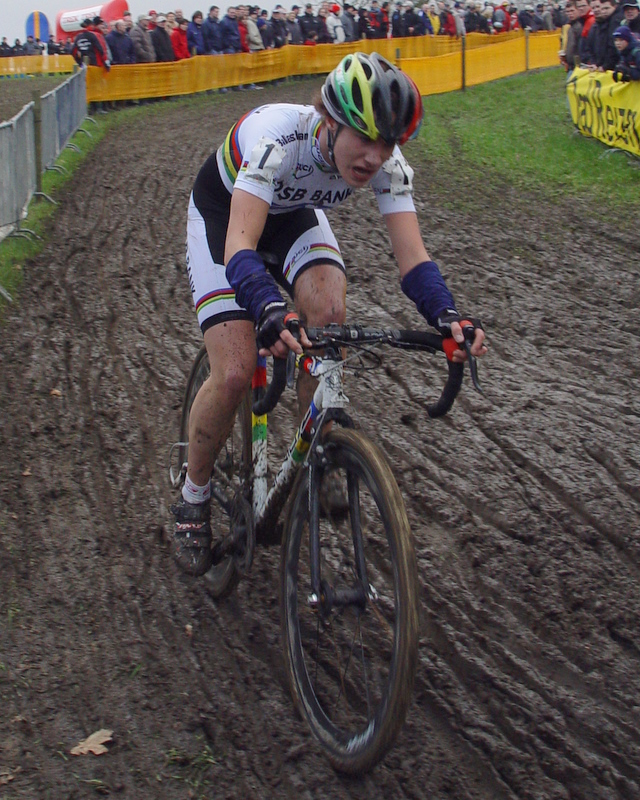
Marianne Vos, triple championne du monde

| Pos.                               | Cycliste                 | Pays      | Temps        |
| ---------------------------------- | ------------------------ | --------- | ------------ |
| Médaille d'or, Coupe du Monde      | Marianne Vos             | Pays-Bas  | 42 min 59 s  |
| Médaille d'argent, Coupe du Monde  | Hanka Kupfernagel        | Allemagne | + 45 s       |
| Médaille de bronze, Coupe du Monde | Daphny van den Brand     | Pays-Bas  | + 1 min 02 s |
| 4.                                 | Kateřina Nash            | Tchéquie  | + 1 min 20 s |
| 5.                                 | Eva Lechner              | Italie    | + 1 min 41 s |
| 6.                                 | Christel Ferrier-Bruneau | France    | + 1 min 47 s |
| 7.                                 | Caroline Mani            | France    | + 1 min 53 s |
| 8.                                 | Pauline Ferrand-Prévot   | France    | + 2 min 11 s |
| 9.                                 | Sanne van Paassen        | Pays-Bas  | + 2 min 28 s |
| 10.                                | Lucie Chainel-Lefèvre    | France    | + 2 min 31 s |

### Course moins de23 ans
| Pos.                               | Cycliste           | Pays      | Temps        |
| ---------------------------------- | ------------------ | --------- | ------------ |
| -                                  | Paweł Szczepaniak  | Pologne   | 55 min 37 s  |
| -                                  | Kacper Szczepaniak | Pologne   | + 20 s       |
| Médaille d'or, Coupe du Monde      | Arnaud Jouffroy    | France    | + 21 s       |
| Médaille d'argent, Coupe du Monde  | Tom Meeusen        | Belgique  | + 46 s       |
| Médaille de bronze, Coupe du Monde | Marek Konwa        | Pologne   | + 56 s       |
| 4.                                 | Arnaud Grand       | Suisse    | + 58 s       |
| 5.                                 | Róbert Gavenda     | Slovaquie | + 1 min 00 s |
| 6.                                 | Sascha Weber       | Allemagne | + 1 min 09 s |
| 7.                                 | Tijmen Eising      | Pays-Bas  | + 1 min 20 s |
| 8.                                 | Elia Silvestri     | Italie    | + 1 min 27 s |
| 9.                                 | Matteo Trentin     | Italie    | + 1 min 33 s |
| 10.                                | Lars van der Haar  | Pays-Bas  | + 1 min 33 s |

### Course juniors
| Pos.                               | Cycliste                | Pays               | Temps       |
| ---------------------------------- | ----------------------- | ------------------ | ----------- |
| Médaille d'or, Coupe du Monde      | Tomáš Paprstka          | Tchéquie           | 40 min 30 s |
| Médaille d'argent, Coupe du Monde  | Julian Alaphilippe      | France             | m.t.        |
| Médaille de bronze, Coupe du Monde | Emiel Dolfsma           | Pays-Bas           | + 9 s       |
| 4.                                 | Matěj Lasák             | République tchèque | + 19 s      |
| 5.                                 | Gianni Vermeersch       | Belgique           | + 20 s      |
| 6.                                 | Gert-Jan Bosman         | Pays-Bas           | + 39 s      |
| 7.                                 | David Menut             | France             | + 48 s      |
| 8.                                 | David van der Poel      | Pays-Bas           | m.t.        |
| 9.                                 | Laurens Sweeck          | Belgique           | + 56 s      |
| 10.                                | Michiel van der Heijden | Pays-Bas           | + 1 min     |

## Tableau des médailles
| Rang | Nation    | Or | Argent | Bronze | Total |
| ---- | --------- | -- | ------ | ------ | ----- |
| 1    | Tchéquie  | 2  | 0      | 0      | 2     |
| 2    | France    | 1  | 1      | 0      | 2     |
| 3    | Pays-Bas  | 1  | 0      | 2      | 3     |
| 4    | Belgique  | 0  | 2      | 1      | 3     |
| 5    | Allemagne | 0  | 1      | 0      | 1     |
| 6    | Pologne   | 0  | 0      | 1      | 1     |